# Mok-dong, Seoul
Mok-dong (koreanska: 목동)  är en stadsdel i stadsdistriktet Yangcheon-gu i Sydkoreas huvudstad Seoul.

## Indelning
Administrativt är Mok-dong indelat i:
| Namn  | Namn            | Yta km² | Invånare 31 dec 2020 |
| ----- | --------------- | ------- | -------------------- |
| 목1동 | Mok 1(il)-dong  | 1,41    | 31 727               |
| 목2동 | Mok 2(i)-dong   | 1,03    | 30 705               |
| 목3동 | Mok 3(sam)-dong | 0,53    | 22 643               |
| 목4동 | Mok 4(sa)-dong  | 0,57    | 26 190               |
| 목5동 | Mok 5(o)-dong   | 1,81    | 42 288               |